# Lamine Touré
Mamadou Lamine Touré (* 20. Dezember 2003) ist ein senegalesischer Fußballspieler.

## Karriere
Touré begann seine Karriere bei der AS Génération Foot. Zur Saison 2023/24 wechselte er nach Saudi-Arabien zu Drittligist al-Shaeib FC. Im Januar 2025 wechselte er nach Frankreich zu Viertligist Bourges Foot 18. Für Bourges lief er bis zum Ende der Saison 2024/25 achtmal in der National 2 auf.
Zur Saison 2025/26 wechselte Touré leihweise zum österreichischen Zweitligisten Kapfenberger SV. Sein Debüt in der 2. Liga gab er im August 2025, als er am ersten Spieltag jener Saison gegen Admira Wacker in der 76. Minute für Antonio Popic eingewechselt wurde.

## Persönliches
Sein Cousin Sadio Mané ist ebenfalls Fußballspieler.